# Pompa głębinowa
Pompa głębinowa – to pompa ciśnieniowa, której głównym zastosowaniem jest pompowanie wody z dużej głębokości. Pompy głębinowe często są tożsame z pompami wirowymi ze względu na budowę techniczną. Budowa takich pomp jest przystosowana do pracy w wodzie.

## Podział pomp głębinowych

### Ze względu na średnicę
- pompy trójcalowe
- pompy trój i pół calowe
- pompy czterocalowe
- pompy czteroipół calowe
- pompy sześciocalowe
- pompy ośmiocalowe
- pompy dziesięciocalowe
- pompy dwunastocalowe

### Ze względu na konstrukcję
- Pompy monoblokowe swoją nazwę zawdzięczają specyficznej konstrukcji. Zastosowany w nich element roboczy – ślimak lub wirnik/wirniki – jest zintegrowany z silnikiem poprzez wspólny wał napędzający. W ten oto sposób powstaje jeden blok urządzenia (monoblok). Pompy monoblokowe mają bardzo szerokie zastosowanie w przemyśle i użytku domowym czy rolniczym. Mogą być wykorzystywane na potrzeby chłodnictwa, ogrzewnictwa, zaopatrywać w wodę rozbudowane instalacje nawadniające, zasilać w wodę budynki mieszkalne. Często stosuje się je w celu podwyższenia ciśnienia w instalacji – między innymi na myjniach samoobsługowych.  Pompy z jednym blokiem w większości są przystosowane do tłoczenia czystej, zimnej wody, choć na rynku znajdziemy także modele mogące pracować z wodą zanieczyszczoną (w tym ściekami), olejami oraz wodą gorącą.[2]
- pompy śrubowe[3]

## Zastosowania pomp głębinowych
- wydobywanie czystej i pitnej wody z ujęć głębinowych, kręgowych lub ze zbiorników wolno stojących
- czerpanie wody ze studni głębinowych
- wydobywanie ropy z szybów naftowych
- obniżanie poziomu wody zaskórnej
- czerpanie wody do działalności rolniczej, sadowniczej oraz ogrodniczej
- wydobywanie wody użytkowej i pitnej dla prywatnych gospodarstw domowych
- czerpanie wody dla przemysłu
- odwadnianie konstrukcji podziemnych - w szczególności kopalń
- wspomaganie prawidłowego funkcjonowania sieci wodociągowych
- czerpanie wody warzelniczej dla celów piwowarskich